# Alex Sandro
Alex Sandro Lobo Silva (Catanduva, 1991. január 26. –) brazil válogatott labdarúgó, a Flamengo játékosa.

## Klub karrier

### Porto
2011. Július 23-án aláírt a csapathoz, 5 évre kötelezte magát Portóba, 50.000.000 € volt a kiadás záradéka.

### Juventus
2015. Augusztus 20-án csatlakozott az Olasz Serie A-ba, 26.000.000 €-ért vásárolta ki a csapat a Portoból.

### Flamengo
2024. augusztus 26-án a Flamengo 2026. december 31-ig szerződtette.

## Statisztika

### Klub
2020. március 8. szerint
| Klub                 | Szezon             | Bajnokság | Bajnokság | Kupa  | Kupa  | Nemzetközi | Nemzetközi | Egyéb | Egyéb | Összesen | Összesen |
| Klub                 | Szezon             | Mérk.     | Gólok     | Mérk. | Gólok | Mérk.      | Gólok      | Mérk. | Gólok | Mérk.    | Gólok    |
| -------------------- | ------------------ | --------- | --------- | ----- | ----- | ---------- | ---------- | ----- | ----- | -------- | -------- |
| Athletico Paranaense | 2008–09            | 1         | 0         | 0     | 0     | —          | —          | 0     | 0     | 1        | 0        |
| Athletico Paranaense | 2009–10            | 16        | 0         | 0     | 0     | —          | —          | 8     | 1     | 24       | 1        |
| Athletico Paranaense | Összesen           | 17        | 0         | 0     | 0     | —          | —          | 8     | 1     | 25       | 1        |
| Santos               | 2010–11            | 24        | 1         | 4     | 1     | —          | —          | 1     | 1     | 29       | 3        |
| Santos               | 2011–12            | 6         | 0         | —     | —     | 11         | 0          | 7     | 0     | 24       | 0        |
| Santos               | Összesen           | 30        | 1         | 4     | 1     | 11         | 0          | 8     | 1     | 53       | 3        |
| Porto                | 2011–12            | 7         | 1         | 0     | 0     | 1          | 0          | 3     | 0     | 11       | 1        |
| Porto                | 2012–13            | 25        | 1         | 0     | 0     | 6          | 0          | 5     | 0     | 36       | 1        |
| Porto                | 2013–14            | 26        | 0         | 5     | 0     | 11         | 0          | 5     | 0     | 47       | 0        |
| Porto                | 2014–15            | 28        | 1         | 0     | 0     | 11         | 0          | 1     | 0     | 40       | 1        |
| Porto                | 2015–16            | 1         | 0         | 0     | 0     | 0          | 0          | 0     | 0     | 1        | 0        |
| Porto                | Összesen           | 87        | 3         | 5     | 0     | 29         | 0          | 14    | 0     | 135      | 1        |
| Juventus             | 2015–16            | 22        | 2         | 5     | 0     | 5          | 0          | —     | —     | 32       | 2        |
| Juventus             | 2016–17            | 27        | 3         | 4     | 0     | 11         | 0          | 1     | 0     | 43       | 3        |
| Juventus             | 2017–18            | 26        | 4         | 2     | 0     | 10         | 0          | 1     | 0     | 39       | 4        |
| Juventus             | 2018–19            | 31        | 1         | 2     | 0     | 9          | 0          | 1     | 0     | 43       | 1        |
| Juventus             | 2019–20            | 22        | 0         | 3     | 0     | 5          | 0          | 1     | 0     | 31       | 0        |
| Juventus             | Összesen           | 128       | 10        | 16    | 0     | 40         | 0          | 4     | 0     | 188      | 10       |
| Karrierje összesen   | Karrierje összesen | 262       | 14        | 25    | 1     | 80         | 0          | 34    | 2     | 401      | 17       |

### Válogatott
2019. november 15-én lett frissítve
| Brazília | Brazília        | Brazília |
| Év       | Pályára lépések | Gólok    |
| -------- | --------------- | -------- |
| 2011     | 2               | 0        |
| 2012     | 4               | 0        |
| 2017     | 4               | 0        |
| 2018     | 3               | 1        |
| 2019     | 10              | 0        |
| Összesen | 23              | 1        |

### Válogatott góljai
| #  | Dátum             | Helyszín                                          | Ellenfél     | Gólja | Végeredmény | Kiírás     |
| -- | ----------------- | ------------------------------------------------- | ------------ | ----- | ----------- | ---------- |
| 1. | 2018. október 12. | King Saud University Stadium, Rijád, Szaúd-Arábia | Szaúd-Arábia | 2–0   | 2–0         | Barátságos |

## Sikerei, díjai
Santos
- Brazil Kupa-győztes: 2010
- Libertadores Kupa-győztes: 2011

Porto
- Primeira Liga-győztes:2011–12, 2012-13
- Portugál Szuperkupa-győztes:2013

 Juventus 
- Serie A-győztes: 2015-16, 2016-17, 2017-18, 2018-19
- Olasz Kupa-győztes: 2015-16, 2016-17, 2017-18
- Szuperkupa-győztes: 2018